# Roger de Quincy
Roger de Quincy (1195 – 25 aprile 1264) fu il secondo conte di Winchester.

## Biografia
Era figlio di Saer de Quincy, primo conte di Winchester, e di Margaret de Beaumont.
Probabilmente partecipò col padre alla Quinta crociata nel 1219, durante la quale l'anziano Saer si ammalò e morì.
Suo fratello maggiore era morto qualche anno prima così Roger ereditò titoli e proprietà del padre. Tuttavia egli prese possesso delle terre di suo padre solo nel febbraio 1221, probabilmente perché tornò dalla crociata in quel periodo. Divenne formalmente conte dopo la morte della madre nel 1235.
Roger sposò Helen di Galloway (1208-1245), figlia maggiore e co-erede di Alan, signore di Galloway. Senza figli maschi legittimi a succedergli, Alan lasciò alla sua morte che le sue terre e i suoi titoli fossero spartiti tra i mariti delle sue tre figlie. In tal modo Roger acquisì la carica di Lord High Constable of Scotland; ebbe inoltre un terzo della signoria di Galloway.
Gli abitanti della signoria però si ribellarono sotto la guida di Gille Ruadh, non volendo che la loro terra fosse divisa, ma la rivolta fu soppressa da Alessandro II di Scozia . Una volta che Roger prese possesso della sua parte di terra, gli insorti tornarono di nuovo a ribellarsi nel 1247, costringendo Roger a rifugiarsi in un castello. Di fronte al pericolo di un assedio e con poche possibilità di trovar scampo, Roger e pochi uomini combatterono per trovare una via di fuga e riuscirono a raggiungere Alessandro per chiedere di nuovo il suo intervento, che ebbe l'effetto di placare definitivamente i rivoltosi.
Negli anni successivi Roger fu uno dei leader dell'opposizione baronale a Enrico III d'Inghilterra, anche se combatté per il re contro il Galles nel 1250 e nel 1260.
Dopo la morte di Helen nel 1245, Roger sposò Maud de Bohun, figlia di Humphrey de Bohun, II conte di Hereford, intorno al 1250. Maud morì due anni dopo e Roger si risposò quello stesso anno con Eleaonor de Ferrers, figlia di William, quinto conte di Derby.
Roger ebbe tre figlie dalla prima moglie mentre dai suoi matrimoni successivi non ebbe alcuna prole.
Dopo la morte i suoi beni vennero divisi tra le figlie e il titolo di conte di Winchester decadde. Le tre figlie di Helen e furono:
- Ellen, che sposò Alan la Zouche, Signore di Zouche;
- Elizabeth (nota anche come Isabel), che sposò Alexander Comyn, secondo conte di Buchan;
- Margaret (o Margery), che sposò William de Ferrers, quinto conte di Derby.